# Herbert Weidner
Herbert Albrecht Weidner (* 9. Mai 1911 in Hof an der Saale; † 18. Mai 2009 ebenda) war ein deutscher Entomologe.

## Leben
Herbert Weidner wurde 1911 als Sohn des Stadtkämmerers Albrecht Weidner und seiner Ehefrau Marie, geborene Klug, in Hof an der Saale geboren. Er wuchs in Hof auf und besuchte dort das humanistische Gymnasium, wo er 1930 Abitur machte.
Danach studierte er Biologie, Chemie und Geographie an den Universitäten in München, Erlangen sowie Halle.
1933 promovierte er bei Berthold Klatt, der 1934 von Halle nach Hamburg ging.
Klatt machte Weidner im selben Jahr zum Wissenschaftlichen Hilfsarbeiter am Zoologischen Museum und Institut der Hamburger Universität. 1938 erfolgte Herbert Weidners Ernennung zum Wissenschaftlichen Assistenten.
Im Jahr der Ernennung heiratete Weidner die Biologin Erna Rauh.
1942 wurde er Kustos. Herbert Weidner leitete zu dieser Zeit die sogenannte Schädlingsabteilung und einige Bereiche der entomologischen Sammlungen im Museum in der Nachfolge von Ludwig Reh.
1941 war Weidner zur Wehrmacht einberufen worden. 1945 geriet er in jugoslawische Kriegsgefangenschaft. Im Jahr 1948 kehrte Herbert Weidner aus dieser nach Hamburg zurück und nahm seine Tätigkeit als Kustos an der Universität Hamburg wieder auf.
1950 wurde Herbert Weidner habilitiert. Er erhielt die Venia Legendi für das Fach Zoologie.
Im Jahr 1976 trat Weidner in den Ruhestand.

## Wissenschaftliches Werk
Weidners wissenschaftliches Werk spiegelt sich in Hunderten von Publikationen wider.
Forschungen über Insekten im Kulturbereich des Menschen sowie Arbeiten zur Systematik und Faunistik der Heuschrecken und Termiten bildeten Schwerpunkte seiner Tätigkeit, wobei er auch kulturgeschichtliche Aspekte seines Fachs berücksichtigte.
Herbert Weidner gilt als Mitbegründer der Stadtökologie.
Er setzte sich darüber hinaus mit der Geschichte der Naturwissenschaften auseinander. Weidner beschrieb die Entwicklung der Entomologie in Hamburg ebenso wie die Zoologischen Sammlungen im Naturhistorischen Museum Hamburg.

## Herausgeberschaft
Herbert Weidner gab mehrere Zeitschriften heraus; u. a. 25 Jahre lang die von ihm 1952 gegründeten ENTOMOLOGISCHE MITTEILUNGEN aus dem Zoologischen Staatsinstitut u. Zoologischen Museum Hamburg.

## Ehrungen
Zahlreiche Ehrungen wurden Weidner zuteil. 1991 ernannte ihn die Deutsche Gesellschaft für allgemeine und angewandte Entomologie, deren Vorsitz er einige Jahre innegehabt hatte, zum Ehrenmitglied. Sowohl die Karl-Escherich-Medaille (1978) als auch die Fabricius-Medaille (1985) wurde ihm verliehen.